# On the Floor
"On the Floor"는 미국의 가수 제니퍼 로페즈의 노래로, 2011년 발매된 일곱번째 정규 음반 Love?의 수록곡이다. 미국의 래퍼 핏불의 피처링하였다.